# Коллін Гувер
Коллін Гувер (англ. Colleen Hoover, нар. 11 грудня 1979) — американська письменниця романів і молодіжної літератури. Багато її творів були опубліковані нею самостійно, перш ніж їх взяло видавництво. Станом на жовтень 2022 року Гувер продала понад 20 мільйонів книг.

## Життєпис
Гувер народилася 11 грудня 1979 року в місті Салфур-Спрінгс, штат Техас, в сім'ї Венной Файт та Едді Феннелл. Вона виросла в Салтільйо, штат Техас, і закінчила середню школу Салтілло в 1998 році. У 2000 році вона вийшла заміж за Гіта Гувера, з яким має трьох синів. Гувер закінчила Техаський університет A&M-Commerce за спеціальністю «Соціальна робота». Вона працювала в різних сферах соціальної роботи, поки не почала свою письменницьку кар'єру.

## Творча діяльність
У листопаді 2011 року Гувер почала писати свій дебютний роман «Slammed», не маючи наміру публікувати його. Вона була натхненна цитатою «вирішити, ким бути, і йти бути ним» з пісні The Avett Brothers «Head Full of Doubt/Road Full of Promise». Гувер самостійно опублікувала цей роман у січні 2012 року. Письменниця розповідала, що опублікувала роман, щоб її мати, яка щойно отримала Amazon Kindle, могла його прочитати. Продовження роману, «Point of Retreat», було опубліковано у лютому 2012 року. Через кілька місяців «Slammed» був переглянутий і отримав 5 зірок від книжкового блогера Меріса Блека, після чого продажі перших двох книг Гувер швидко злетіли. Ці 2 романи потрапили у топ 20 зі списку бестселерів New York Times в серпні того ж року.  Видавництво Atria Books підхопило романи і перевидало їх 10 серпня 2014 р. Третя книга серії, «This girl», була опублікована у квітні 2013 р. Після успіху «Slammed» Гувер покинула роботу у сфері соціальної роботи, щоб повністю присвятити себе письменництву.
Роман Коллін Гувер «Hopeless» письменниця видала у грудні 2012 року. Він розповідає про дівчину, яка все життя навчалася вдома, перш ніж піти до державної середньої школи. Він став № 1 у списку бестселерів New York Times 20 січня, і залишався там протягом трьох тижнів. Це був перший самвидав, який коли-небудь очолював список. 
«Finding Cinderella» — це безкоштовна новела, яку Гувер опублікувала у 2014 році. У ньому представлені кілька персонажів, із романів «Hopeless» і «Losing Hope». Книгу випустили з кількома бонусними функціями — новий епілог та власна «історія Попелюшки» від авторки. «Maybe Someday», опублікована в березні 2014 року, була першим романом невеликої серії про хлопця та дівчину, які разом пишуть музику та закохуються.
Роман Гувер «It ends with us» був опублікований у 2016 р. Письменниця назвала його «найважчим романом, який я писала». Це роман про домашнє насильство і, за словами письменниці, був написаний для захисту жертв домашнього насильства. Письменниця писала книгу базуючись на власному досвіді — у дитинстві й сама потерпала від домашнього насильства. Головна героїня книги, Лілі, зазнає домашнього насильства в юному віці від жорстокого поводження батьків один з одним та батька з нею, а потім потрапляє в аб'юзивні стосунки у дорослому віці. У 2021 році Гувер пережила сплеск популярності завдяки увазі на TikTok.  Як результат, у січні 2022 року «It ends with us» посів перше місце у списку бестселерів New York Times. Станом на 2019 рік було продано понад мільйон примірників роману по всьому світу. А у 2024 році світ побачила екранізація з Блейк Лайвлі, Джастіном Бальдоні, Брендоном Скленаром, Емі Мортон й Дженні Слейт у головних ролях!
Продовження «It ends with us» під назвою «It starts with us» було опубліковано 18 жовтня 2022 року видавництвом Atria Books. 
Видавництво Simon & Schuster оприлюднило деталі широкої маркетингової кампанії роману, який став найбільш попередньо замовленою книгою видавництва за весь час. У жовтні 2022 року видавництво Simon & Schuster придбало два окремі романи Гувер, які будуть опубліковані у 2024 та 2026 роках.
Станом на жовтень 2022 року Гувер продала понад 20 мільйонів книг.
У 2024 році North.Five.Six.&WME Independent розпочали старт кінопрокату екранізації Колін Гувер «Шкодуючи за тобою» з Еллісон Вільямс, Маккеною Грейс, Дейвом Франко та Мейсоном Темзом у головних ролях.

#### It Ends with Us series
- It Ends with Us (2016)  — «Покинь, якщо кохаєш…»
- It Starts with Us (2022)  — «Залишся, якщо кохаєш…»

#### Інші романи
- Slammed (2012)
- Point of Retreat (2012)
- This Girl (2013)
- Hopeless (2013)
- Losing Hope (2013)
- Finding Cinderella (2014) novella
- Maybe Someday (2014)
- Maybe Not (2014) novella
- Ugly Love (2014)  — «Огидне кохання»
- Never Never (2015) three part novella series with Tarryn Fisher
- Confess (2015)
- November 9 (2015)  — «Дев'яте листопада»
- Too Late (2016)
- Without Merit (2017)  — «Без Меріт»
- All Your Perfects (2018)
- Verity (2018)  — «Веріті»
- Maybe Now (2018)
- Finding Perfect (2019) novella
- Regretting You (2019)  — «Шкодуючи за тобою»
- Heart Bones (2020)
- Layla (2020)  — «Лейла»
- Reminders of Him (2022)  — «Спогади про нього»
- Never Never (2023) with Tarryn Fisher

Source:

## Переклади українською
- Покинь, якщо кохаєш… / Коллін Гувер; пер. з англ. В. Ярмольчук. ― Харків: Vivat, 2018. ― 352 с.
- Без Меріт / Коллін Гувер; пер. з англ. В. Ярмольчук. ― Харків: Vivat, 2020. ― 288 с.
- Веріті / Коллін Гувер; пер. з англ. С. Ковальчук ― Київ: Рідна Мова, 2021. ― 336 с.
- 9 листопада / Коллін Гувер; пер. з англ. С. Ковальчук ― Київ: Рідна Мова, 2022. ― 360 с.
- Спогади про нього / Коллін Гувер; пер. з англ. А.Дудченко ― Київ: Рідна Мова, 2023. ― 368 с.
- Лейла / Коллін Гувер; пер. з англ. А.Дудченко ― Київ: Рідна Мова, 2023. ― 336 с.
- Залишся, якщо кохаєш… / Коллін Гувер; пер. з англ. О. Бондаренко. ― Харків: Vivat, 2023. ― 288 с.
- Огидне кохання / Коллін Гувер; пер. з англ. А.Дудченко ― Київ: Рідна Мова, 2024. ― 336 с.
- Шкодуючи за тобою / Коллін Гувер; пер. з англ. А.Дудченко ― Київ: Рідна Мова, 2024. ― 416 с.